# Umberto Nobile
Umberto Nobile (21. ledna 1885, Lauro (provincie Avellino) – 30. července 1978, Řím) byl italský generál, vzduchoplavec, objevitel a konstruktér, profesor na Neapolské univerzitě. Proslavil se zejména cestami do arktických oblastí ve vzducholodích vlastní konstrukce.

## Život

### Letecké začátky
Pocházel z početné rodiny úředníka, jehož postavení umožňovalo poskytnout svým sedmi dětem odpovídající vzdělání. Umberto Nobile vystudoval strojírenství a elektrotechniku na univerzitě v Neapoli a získal zaměstnání u generálního inspektorátu drah. Po pěti letech u státní železnice, kde pracoval na vývoji elektrického vedení, se v roce 1911 rozhodl pro letectví. Navštěvoval školu pro letecké konstruktéry. 
V roce 1915 se po vstupu Itálie do války přihlásil do armády a nastoupil do vojenského závodu, kde se začínaly stavět první vzducholodě. Podílel se na projektování řiditelné vzducholodě a 7. září 1915 absolvoval svůj první let.  V roce 1919 převzal vedení závodu a mohl prosazovat nové projekty, které umožňovaly využití vzducholodí pro dálkovou dopravu osob. Inspiroval ho k tomu Roald Amundsen, který navštívil Itálii v roce 1924 po jedné ze svých expedic. Nobile byl držitelem licence pro řízení vzducholodí a také vyučoval aerodynamiku na Neapolské univerzitě. Podílel se na vytvoření vzducholodi Roma, kterou italská vláda prodala do USA. Byla zničena leteckou nehodou v Hamptonu ve Virginii 21. února 1922, při níž zahynulo 34 členů posádky.
Poprvé zaznamenal velký úspěch v roce 1926, kdy spolu s Roaldem Amundsenem a L. Ellsworthem přeletěl severní pól na vzducholodi Norge, o jejíž konstrukci jej Amundsen požádal. Výprava byla částečně sponzorovaná fašistickou vládou Benita Mussoliniho, který v ní nadšeně spatřoval možnost pro proslavení Itálie a jejího vývoje v moderní vědě. Nobile za své zásluhy po ukončení expedice získal čestné členství ve fašistické straně.

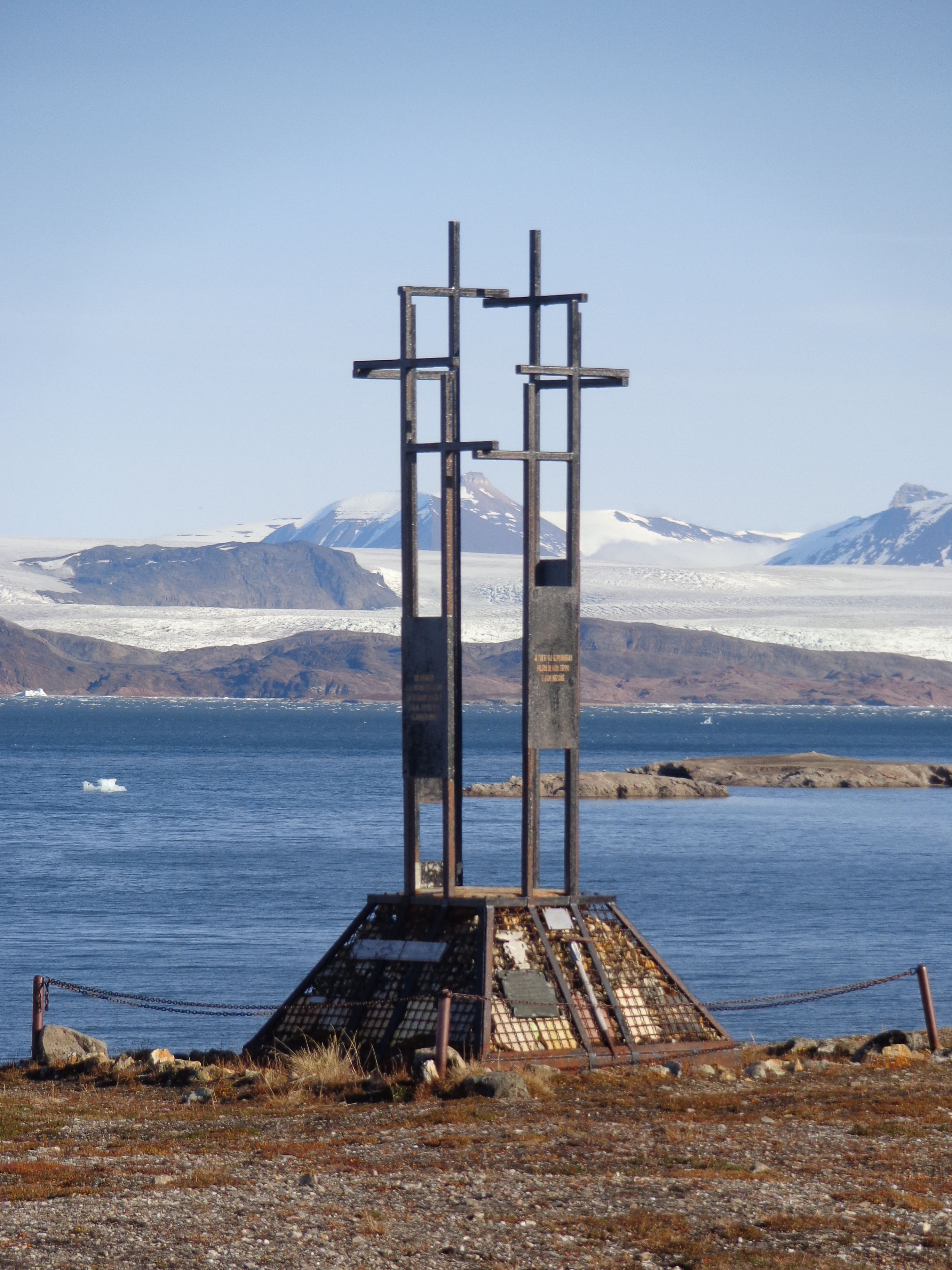
Pomník v Ny-Ålesundu se jmény účastníků expedice, kteří zahynuli po ztroskotání vzducholodi Italia

### Expedice se vzducholodí Italia
Mussolini chtěl jeho úspěch využít pro další propagandu, a proto podpořil jeho další polární výpravu roku 1928 na vzducholodi Italia, tentokrát nesoucí italskou vlajku. Šestnáctičlenná posádka byla téměř výhradně italská. Jedním ze dvou cizinců byl český radiolog František Běhounek. Vzducholoď při návratu z pólu ztroskotala severně od Špicberk. Při mezinárodně organizované záchranné výpravě o měsíc později zemřel polárník Amundsen. Sám Nobile, který utrpěl četné zlomeniny, byl kontroverzně zachráněn jako první švédským letcem Einarem Lundborgem, který dostal příkaz, že Nobileho musí odvézt jako prvního. Moderní studie dokazují (a potvrzuje to i Běhounek), že Nobile chtěl jako kapitán výpravy opustit místo ztroskotání jako poslední. Lundborg sám havaroval při pokusu o záchranu dalších členů posádky Italie, které vysvobodil až sovětský ledoborec Krasin. 
Nobile se 31. července 1928 vrátil do Říma. Zatímco obyčejní lidé jej nadšeně přivítali, italská vláda rozjela kampaň na jeho diskreditaci. Ve zprávě vyšetřovací komise byl Nobile obviněn z chyb v řízení vzducholodi a kvůli svému neúspěchu byl propuštěn z armády. Některé moderní studie naznačují, že při výpravě nechyboval, jak se po havárii tvrdilo, ale že ztroskotání pouze posloužilo jeho politickým nepřátelům, protože stále prosazoval další vývoj vzduchoplavby, zatímco vedení fašistické strany bylo spíše nakloněné výzkumu v oblasti letectví. Na druhou stranu Nobilův postup (let v malé výšce namísto vystoupání nad mlhu) později zdrženlivě kritizoval i jeden z nejzkušenějších vzduchoplavců Hugo Eckener.
Také tisk jiných evropských zemí mu vyčítal, že při záchraně expedice přišlo o život několik jejich občanů (dva Norové, čtyři Francouzi a jeden Švéd). 

### Druhá polovina kariéry
V letech 1932 až 1936 působil s Mussoliniho svolením jako poradce pro konstrukci vzducholodí v sovětské Moskvě. Pod jeho vedením tam bylo postaveno několik poloztužených vzducholodí. Jedna z nich dosáhla dokonce v roce 1937 světového rekordu v časové délce letu. Během jeho pobytu v Sovětském svazu zemřela mezitím v roce 1934 v Itálii jeho žena Carlotta. 
Po pobytu v USA, kde od roku 1939 vyučoval aeronautiku na Lewisově univerzitě (Lewis University) ve městě Romeoville ve státě Illinois. Když se Itálie dostala do války s USA, bylo mu nabídnuto americké občanství, což odmítl. Odjel v květnu 1942 do Itálie a nakonec se přestěhoval do Španělska, kde zůstal až do kapitulace Itálie v září 1943. Vrátil do Říma, kde žila jeho jediná dcera Marie.  V roce 1945 byl v Itálii rehabilitován a znovu přijat do armády, kde získal hodnost generála. Následující rok byl zvolen do Ústavodárného ‎‎shromáždění‎‎ jako nestraník na kandidátní listině ‎‎Italské komunistické strany‎‎. Později působil pak jako profesor aeronautiky na Neapolské univerzitě a psal knihy.
Nobile zemřel v Římě 30. července 1978 ve věku 93 let. Italské ‎‎muzeum letectva ve Vigna di Valle‎‎ nedaleko Říma má velkou stálou expozici věnovanou jeho osobě. Museum ‎‎v Nobileho rodném ‎‎městě Lauro‎‎ shromažďuje jeho dokumenty a memorabilie. ‎

## Dílo
Umberto Nobile napsal mnoho knih - například „L'Italia al Polo Nord“ (Itálie na severním pólu, 1929, česky 1930 jako Katastrofa vzducholodi "Italia" na Severní točně) a „Posso dire la verità“ (Mohu říci pravdu, 1945). Mezi jeho díly je též autobiografie Červený stan (česky 1972) a populárně-historická práce Křídla nad pólem a Příběh leteckého dobytí Arktidy (česky 1979).